# Aleksander Batogowski
Aleksander Batogowski herbu Radwan – komornik ziemski różański w 1715 roku.